# Бансенсюкай

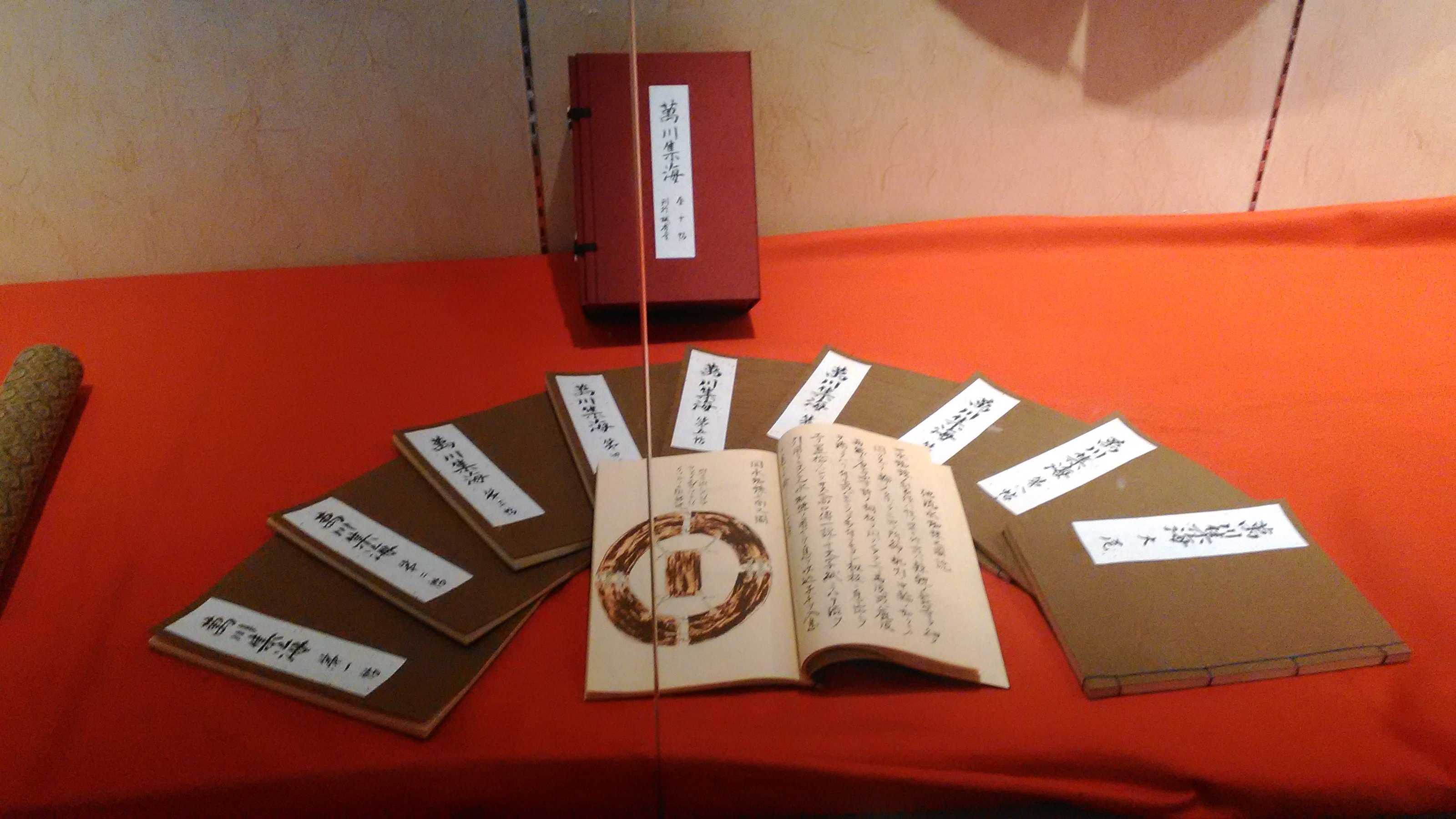
Бансенсюкай

Бансенсюкай (яп. 万川集海, 萬川集海 — 10000 річок, що впадають у море) — посібник з ніндзюцу, створений Ясутаке Фудзібаясі в Міє в 1676 і що увібрав традиції та прийоми шкіл ніндзя Іґа і Кока (Сіґа). Включає в себе дані про філософію, військову стратегію та астрологію. Містить безліч запозичень із давньокитайського трактату «Мистецтво війни» (Сунь-цзи), присвяченого військовій філософії та політиці. Редакція Кога складається із 10 книг, а редакція Іга – із 12; обидві редакції поділено на 22 розділи.
У період Едо (1600-1868) клану Токугава вдалося дати Японії мир і стабільність, тому майстерність ніндзюцу перестала бути затребуваною. З метою уникнути втрати знань і традицій, які раніше передавались у таємниці від покоління до покоління усно, прихильники ніндзюцу систематизували його атрибути у вигляді бойового мистецтва та зберегли письмово інформацію про його зброю, принципи, технічні прийоми та інструменти. В результаті з'явилися трактати «Нінпіден» (1655), «Бансенсюкай» (1676) та «Сьонінкі» (1681).
 